# 金浦
金浦（1964年9月8日—），四川人，中国前男子游泳运动员，专项为蛙泳。他曾获得1986年亚洲运动会游泳比赛男子100米蛙泳金牌。